# Erythrina elenae
Erythrina elenae es una especie de planta fanerógama de la familia Fabaceae. Es endémica de Cuba en la Provincia de las Villas. Está tratada en peligro de extinción por la pérdida de hábitat.

## Descripción
Es un árbol pequeño, que alcanza  hasta los 10 m de altura, confinado a los matorrales y los bosques. Se presenta en la vertiente sur del macizo de Guamuhaya del Escambray, en la provincia de Cienfuegos. 

## Taxonomía
Erythrina elenae fue descrita por R.A.Howard & W.R.Briggs y publicado en Journal of the Arnold Arboretum 34: 183. 1953.
Etimología
Erythrina: nombre genérico que proviene del griego ερυθρóς (erythros) = "rojo", en referencia al color rojo intenso de las flores de algunas especies representativas.
elenae: epíteto